# Sonic the Hedgehog Pocket Adventure
Sonic the Hedgehog Pocket Adventure, of simpelweg Sonic Pocket Adventure, is een platformspel uit de Sonic the Hedgehog-franchise. Het spel werd uitgebracht in 1999 voor de Neo-Geo Pocket Color.

## Achtergrond
Het spel is qua gameplay en levelontwerp gelijk aan Sonic the Hedgehog 2 voor de Sega Mega Drive/Genesis, maar bevat ook een paar elementen uit het originele Sonic the Hedgehog-spel.
Sonic Pocket Adventure was het tweede Sonic-spel dat werd uitgebracht voor een niet-Sega console (de eerste was Sonic Jam). Het was ook gedurende acht jaar het laatste spel met enkel Sonic als bespeelbaar personage in de singleplayer mode, hoewel sommige spelers dankzij een fout in het spel erin zijn geslaagd ook van Tails een bespeelbaar personage te maken.

## Zones
Net als in ander Sonic-titels staan levels in Sonic Pocket Adventure bekend als Zones. Elke zone bestaat uit twee onderdelen. De speler moet door alle zones navigeren om het spel uit te spelen. Elk tweede stuk van een zone bevat een eindbaas.
Er zijn zes reguliere zones in het spel, en een geheime zone dat uit slechts 1 level bestaat. De zones zijn:
- Neo South Island: een groen eiland gebaseerd op de Green Hill Zone in Sonic the Hedgehog, maar ook met elementen uit de Emerald Hill Zone van Sonic the Hedgehog 2.
- Secret Plant: gebaseerd op de Chemical Plant Zone uit Sonic the Hedgehog 2.
- Cosmic Casino: deze zone is gebaseerd op de Casino Night Zone uit Sonic the Hedgehog 2.
- Aquatic Relix: gebaseerd op Sonic the Hedgehog 2s Aquatic Ruin Zone.
- Sky Chase: gelijk aan de Sky Chase Zone uit Sonic the Hedgehog 2. Hierin loopt Sonic op de vleugels van Tails' vliegtuigje.
- Aerobase: gebaseerd op Sonic the Hedgehog 2s Wing Fortress Zone.
- Gigantic Angel: de achtergrond van deze zone is overgenomen uit de Scrap Brain Zone van Sonic the Hedgehog. De zone speelt zich af in een grote basis vol vallen en hindernissen.
- Last Utopia: de laatste reguliere zone. Sonic bevecht hierin Dr. Eggman.
- Chaotic Space: een bonuslevel gelijk aan de Doomsday Zone uit Sonic & Knuckles.

## Multiplayer
Sonic Pocket Adventure kent ook een multiplayermode voor maximal twee spelers. Hiervoor moten beide spelers een Neo-Geo Pocket Color en een kopie van het spel hebben, en een kabel om de twee Pocket Colors te verbinden.
De Multiplayermode kent twee versies: Sonic Rush en Get the Rings. 'Sonic Rush' is een race tussen de twee spelers. Get the Rings is een spel waarin spelers zo veel mogelijk ringen moeten verzamelen. De tweede speler neemt in de multiplayermode altijd de rol aan van Tails.

## Muziek
De muziek in Sonic Pocket Adventure is grotendeels overgenomen uit Sonic the Hedgehog 3 en Sonic & Knuckles, met ook een stuk uit Sonic Jam.